# Haplogruppe R (mtDNA)
Haplogruppe R ist in der Humangenetik eine Haplogruppe der Mitochondrien (mtDNA). 
Sie ist ein Nachfahre der Makro-Haplogruppe N. Zu ihren Nachkommen zählen die Haplogruppen B, UK (und damit U und K), F, HV (und damit HV, H und V), und die Vorfahren von J und T.

## Stammbaum
Dieser phylogenetische Stammbaum der Subgruppen von Haplogruppe R basiert auf einer Veröffentlichung von Mannis van Oven und Manfred Kayser und anschließender wissenschaftlicher Forschung.
- R
  - Haplogruppe R0  (früher prä-HV)
    - R0a
      - R0a1
      - R0a2

    - Haplogruppe HV 
      - HV0 (früher prä-V)
        - HV0a
          - Haplogruppe V

      - H

  - R1
  - Haplogruppe prä-JT
    - R2
    - Haplogruppe JT
      - J
      - Haplogruppe T (mtDNA) 

  - R5
    - R5a
      - R5a1
        - R5a1a

      - R5a2
        - R5a2a
        - R5a2b
          - R5a2b1
          - R5a2b2
          - R5a2b3
          - R5a2b4

  - R6'7
    - R6
      - R6a
        - R6a1
          - R6a1a

    - R7
      - R7a
        - R7a1
          - R7a1a
          - R7a1b
            - R7a1b1
            - R7a1b2

      - R7b
        - R7b1
          - R7b1a

  - R8
    - R8a
      - R8a1
        - R8a1a
          - R8a1a1
          - R8a1a2
          - R8a1a3

        - R8a1b

      - R8a2

    - R8b
      - R8b1
      - R8b2

  - (16304)
    - R9
      - R9b
        - R9b1
        - R9b2

      - R9c
      - F
      - R22

  - R11'B (16189)
    - R11
      - R11a

    - B
    - R24

  - R12'21
    - R12
    - R21

  - R14
  - R23
  - R30
    - R30a
    - R30b
      - R30b1

  - R31
    - R31a
      - R31a1

    - R31b

  - Haplogruppe P (mtDNA)
  - U